# Uanudine ibne Cazerune
Uanudine ibne Cazerune (Wanudin ibn Khazrun) foi um nobre magraua do século X, membro do clã Banu Cazar e filho do fundador epônimo do ramo Banu Cazerune de Sijilmassa, Cazerune ibne Fulful. Foi o segundo emir magraua dessa cidade após a morte de seu pai.

## Vida

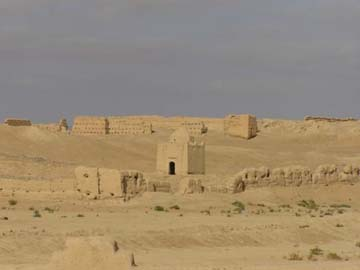
Ruínas de Sijilmassa

Uanudine era filho de Cazerune, fundador epônimo dos Banu Cazerune de Sijilmassa, e irmão de Saíde. Após a morte de seu pai em data incerta, assumiu a posição de emir da cidade. Pouco depois que assume o poder, teve que enfrentar uma invasão de tropas zíridas enviadas contra ele pelo emir Almançor ibne Bologuine (r. 984–996), mas foi capaz de derrotá-las e manter sua posição. Ele era nominalmente vassalo do Califado de Córdova do Alandalus, mas ressentiu-se da preferência cordovesa por seu parente Ziri ibne Atia que governava Fez. Por certo tempo, Uanudine caiu em desgraça com o hájibe cordovês Almançor e o filho e mistro do último, Abedal Maleque Almuzafar, deu temporariamente o governo e Sijilmassa para Hamide ibne Iaçal. Em 999, porém, foi reconfirmado em sua posição.
Com o colapso do Califado de Córdova, declarou-se governante independente, conquistar a região do rio Drá e em 1016-1017 tomou posse de Sefru, que era uma das dependências de Fez, e o vale do rio Mulucha. O emir de Fez Almuiz ibne Ziri (r. 1001–1026/1030) tentou recapturar seus domínios perdidos, mas também remover Uanudine de sua capital. Nesse ano, montou uma expedição com um poderoso exército, mas foi derrotado pelas tropas de Sijilmassa e recuou para Fez. Uanudine foi sucedido por seu filho Maçude. Se sabe que ainda teve outros filhos, cujos nomes não foram registrados.